# Клинок бессмертного
«Клинок бессмертного» (яп. 無限の住人 Мугэн-но-Дзю:нин, букв. «житель бесконечности») — манга Хироаки Самуры, публиковавшаяся с 25 июня 1993 года по 25 декабря 2012 года в журнале Afternoon. Действие произведения разворачивается в Японии в середине периода правления сёгуната Токугава, начиная от 2-го года эры Тэммэй (1782 год). В 2008 году был выпущен аниме-сериал студий Bee Train и Production I.G. В том же году вышел роман Blade of the Immortal: Legend of the Sword Demon. В 2017 году вышел полнометражный фильм с живыми актёрами «Клинок Бессмертного». В октябре 2019 года началась трансляция нового аниме-сериала, в этот раз снятого студией Liden Films, показ завершился в марте 2020 года.

## Сюжет
Это история о Мандзи, искусном самурае, в крови которого живут кровяные черви, которые позволяют ему пережить практически любое ранение и даже могут заново прикрепить отсечённую конечность. Он становится бессмертным от рук 800-летней монахини по имени Ябикуни, и после смерти сестры делает ей предложение: в прошлом Мандзи убил сто самураев (включая мужа своей сестры), и чтобы искупить вину он клянётся убить 1000 «недостойных», и пока он делает это, его будет поддерживать кэссэнтю (кровяные черви). Если Мандзи исполнит свою клятву, кровяные черви покинут его тело.
Путь Мандзи пересекается с молодой девушкой по имени Асано Рин и он обещает помочь ей отомстить за её родителей, которые были убиты отрядом мечников во главе с Аноцу Кагэхиса. Аноцу убил отца Рин и всех учеников его додзё. Цель Аноцу — собрать всех изгоев и сформировать новую чрезвычайно мощную школу «Итто-рю» (школа, учащая любой технике, которая приводит к победе, независимо от того насколько она экзотична или коварна), и он разрушает другие додзё. Кроме того, появляется другая группа, называющая себя «Мугаи-рю», противопоставляя себя «Итто-рю». Они пробуют заручиться поддержкой Мандзи, поскольку у них одна цель. В конечном счёте Мандзи присоединяется к ним, но быстро выходит после того, как узнает, что один из членов «Мугаи-рю», Сира, является слишком садистским. Через некоторое время Мандзи обнаруживает, что «Мугаи-рю» работают на правительство. Все его участники — приговорённые к смерти преступники, которым позволяют жить, только если они служат сёгунату. Ненависть Мандзи и Сира друг к другу быстро растёт, но после того как Сира убегает, Мандзи остаётся на дружественных отношениях с другими членами группы.

## Медиа

### Манга
Оригинальная манга была собрана в 30 томов (танкобонов) подразделением Kodansha Afternoon KC. Английская версия манги была опубликована американским издательством Dark Horse Comics. 11 октября 2007 года Dark Horse Comics прекратил ежемесячный выпуск по одной главе произведения и в дальнейшем публиковал только цельные танкобоны.
На русском языке мангу выпускает издательство Alt Graph с ноября 2020 года. Формат издания — книги в твёрдой обложке, включающие 2 оригинальных тома японской версии манги.

### Аниме
23 марта 2008 года было объявлено, что за экранизацию манги взялась анимационая студия Bee Train под руководством режиссёра Коити Масимо. Первый эпизод был показан 14 июля 2008 года на канале AT-X. Открывающая тема — «Akai Usagi» (яп. 赤いウサギ Акай усаги, «Красный кролик») Макуры но Соси, а завершающая — «Wants» (англ. «Хочет») от GRAPEVINE. Американская компания Media Blasters приобрела лицензию на серию и выпустила её в сентябре.
Новая аниме-адаптация под названием «Клинок Бессмертного» (無限の住人 -IMMORTAL- Mugen no Jūnin: Immortal) была объявлена на обложке июльского номера Monthly Afternal 10 мая 2019 года. Позже было объявлено, что адаптация охватит всю мангу. Сериал был создан на анимационной студии Liden Films под руководством режиссёра Хироси Хамасаки по сценарию Макото Фуками, за дизайн персонажей отвечал Синго Огисо, а музыку написала Эйко Исибаси. Премьера сериала состоялась в октябре 2019 года на сервисе Amazon Prime Video.

### Фильм
В 2017 году вышел фильм «Клинок бессмертного» от кинокомпании Warner Bros. Режиссёром выступил Такаси Миикэ. Лента участвовала во внеконкурсной программе 70-го Каннского международного кинофестиваля (2017).

## Критика
В 1997 году манга выиграла Excellence Prize на Японском фестивале медиаискусств.